# Isogona scissa
Isogona scissa är en fjärilsart som beskrevs av Walker 1865. Isogona scissa ingår i släktet Isogona och familjen nattflyn. Inga underarter finns listade i Catalogue of Life.